# Continuous ink system

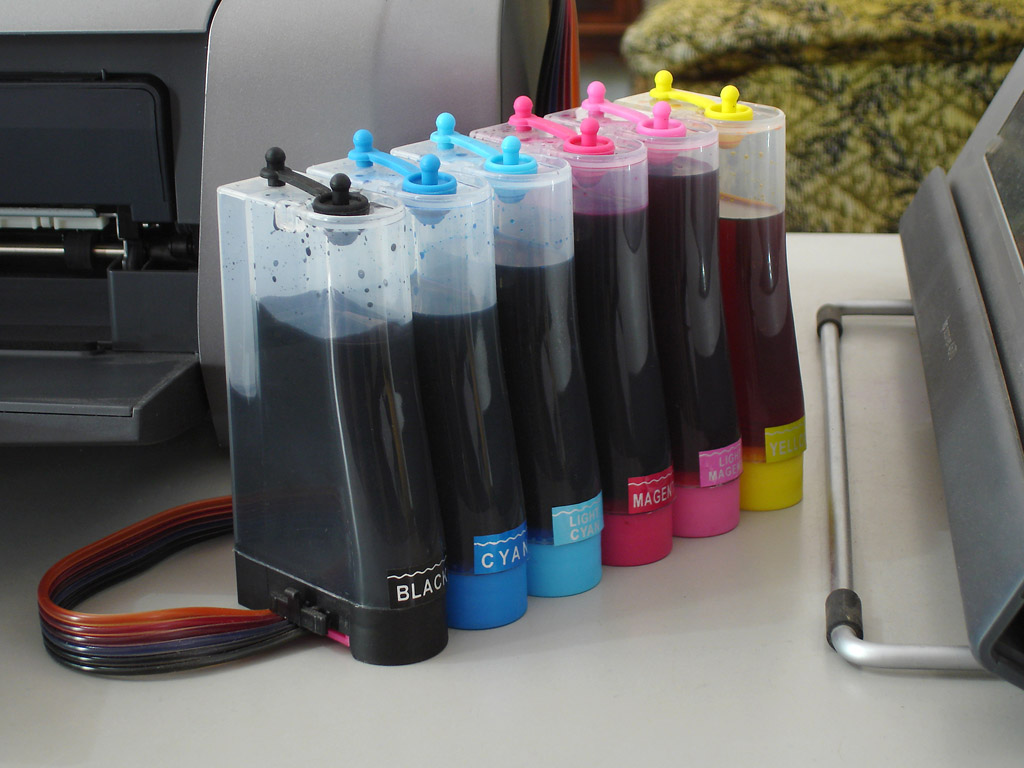
Tintenbehälter eines CIS'

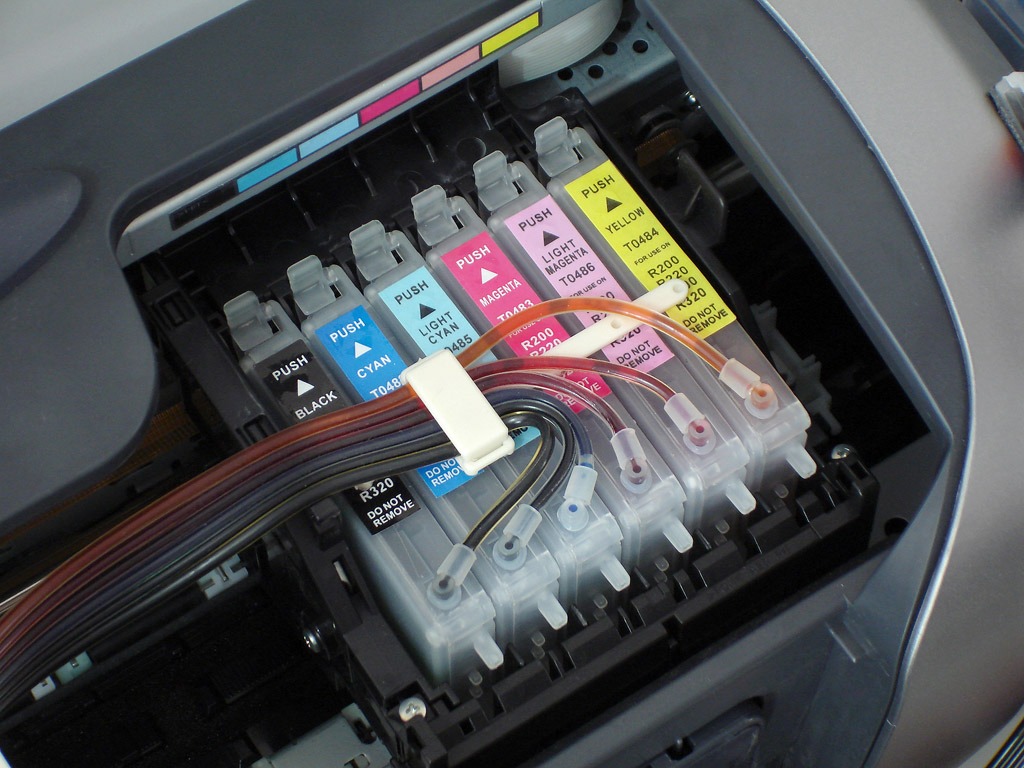
Die Schläuche am Druckkopf

Ein Continuous Ink System (CIS), auch Continuous Ink Supply System (CISS) genannt, ist ein kostengünstiger Ersatz für Patronen von Tintendruckern. Im Gegensatz zu konventionellen Patronen, nutzt das CIS sehr große (etwa 100 ml/Farbe) Tintenbehälter, die über Schläuche mit dem Druckkopf verbunden sind. Die Behälter können einfach befüllt werden, es werden keine Spritzen benötigt.
Die Tintendrucker-Industrie betrachtet das Continuous Ink System als eine Gefahr für den Verkauf von Tintenpatronen, während Benutzer mit hohem Druckaufkommen niedrigere Tintenkosten fordern. Das Resultat ist ein Kopf-an-Kopf-Rennen – die Hersteller ändern die Tintenzusammensetzung, die Chips und Patronenmodelle so häufig, dass CIS-Hersteller Probleme haben, bei der Entwicklung mitzuhalten. 
Um zu vermeiden, dass die Chips der Patronen bei jedem Nachfüllen zurückgesetzt werden müssen, haben die Hersteller eigene Chips verwendet, die ihren Füllstand automatisch zurücksetzen. Druckertreiber können mit diesem Chips von Fremdherstellern Probleme haben, manchmal werden Umgehungslösungen benötigt.
Ein großer Vorteil der CIS-Technik ist nicht nur die Kosteneinsparung, sondern auch die Möglichkeit, spezielle Tinten zu verwenden.